# Vasúti kocsikat gyártó cégek listája
Ez a lista a világ vasúti kocsikat gyártó cégeit tartalmazza. A lista nem teljes.

## Országonként

### Kína
- China South Locomotive and Rolling Stock Industry Group ()

### India
- Integral Coach Factory
- Rail Coach Factory
- BEML

### Japán
- Hitachi
- Kawasaki Heavy Industries Rolling Stock Company
- Kinki Sharyo
- Niigata Transys Company
- Nippon Sharyo
- Tokyu Car Corporation
- Toshiba

### Belgium
- La Brugeoise et Nivelles

### Franciaország
- Alstom

### Németország
- Siemens AG

### Svájc
- Stadler

### Görögország
- Hellenic Shipyards Co.
- Kioleides

### Olaszország
- Ansaldobreda, S.P.A.
- Corifer
- Firema

### Spanyolország
- Construcciones y Auxiliar de Ferrocarriles (CAF)
- Talgo

### Kanada
- Bombardier Transportation
- Canada Car and Foundry
- Ottawa Car Company

### Amerikai Egyesült Államok
- Aluminum Company of America (Alcoa)
- American Car and Foundry (ACF)
- Baltimore Car and Foundry
- Barney and Smith Car Company
- Bettendorf Company
- Bethlehem Steel Company
- Bloomsburg Car Manufacturing Company
- J. G. Brill Company (Brill)
- Budd Company (Budd)
- Buffalo Car Manufacturing Company
- Cambria Steel Company
- Chicago Steel Car Company
- Clark Car Company
- Colorado Railcar
- Eastern Car Company
- Ensign Manufacturing Company
- Enterprise Railway Equipment Company
- FreightCar America (formerly Johnstown America Corporation)
- General American Car Company
- The Greenbrier Companies (Greenbrier)
- Greenville Steel Car Company
- Gunderson
- Haskell and Barker Car Company
- Hicks Locomotive and Car Works
- Illinois Car and Manufacturing Company
- Indianapolis Car Company
- Indianapolis Car and Foundry
- Jackson and Sharp Company
- Jackson and Woodin Manufacturing Company
- Laconia Car Company
- Liberty Car and Equipment
- Mago Car Corporation
- Mather Stock Car Company
- Merchants Despatch Transportation Company
- Michigan-Peninsular Car Company
- Middletown Car Company
- Minerva Car Works
- Missouri Car and Foundry Company
- Mount Vernon Car Manufacturing Company
- Murray, Dougal and Company
- National Steel Car Corporation (National)
- Newport News Shipbuilding Company
- Niagara Car Wheel Company
- North American Car Corporation of Chicago
- Ohio Falls Car Manufacturing Company
- Ortner Freight Car Company
- Osgood-Bradley
- Pacific Car and Foundry
- Peninsular Car Company
- Pennsylvania Car Company
- Pressed Steel Car Company
- Pullman Company (Pullman)
- Pullman-Standard (PS)
- Ralston Steel Car Company
- Richmond Car Works
- Rohr, Inc.
- Ryan Car Company
- St. Charles Car Company
- St. Louis Car Company (SLCC)
- Southern Car and Foundry
- Standard Steel
- Tennessee Coal, Iron and Railroad
- Terre Haute Car and Manufacturing Company
- Thrall Car Manufacturing Company (Thrall)
- Union Car Company
- US Car and Foundry
- Wagner Palace Car Company
- Wason Manufacturing Company
- Wells and French Company
- Western Steel Car and Foundry
- Youngstown Steel Car Company

### Magyarország
- Dunakeszi Járműjavító Kft.
- MÁV-VAGON Kft.